# Усыскин (канонерская лодка)
Канонерская лодка (КЛ, канлодка, канонерка) «Усыскин», речной колёсный буксирный пароход «И. Усыскин» — волжский речной колёсный буксирный пароход.
Спущен на воду в 1934 году, списан 12 мая 1961 года. Во время Великой Отечественной войны канонерская лодка Волжской военной флотилии, участвовавшая в Сталинградской битве. За военные заслуги награждена орденом Красного Знамени, многие члены её экипажа орденами и медалями, а весь личный состав медалями «За оборону Сталинграда».

## Описание судна
«И. Усыскин» относится к колёсным буксирам со стальным корпусом. Длина 56,4 метра, расчётная ширина 8,1 м, габаритная — 17 м, осадка 1,25 м, водоизмещение — 400 тонн. Максимальная скорость (без воза) — 18,5 узлов, дальность плавания экономическим ходом 16,5 узлов — 2450 км. Экипаж буксира состоял из 28 человек. Для экипажа в корпусе сделаны каюты, а над колёсами размещались четыре каюты для капитана, первого помощника, механика. Элементы стального корпуса соединялись сваркой, надстройка изготовлена из дерева. Энергетическая установка — один паровой двигатель мощностью 480 л. с., работающий на угле. Запас топлива 80 тонн, размещённых в двух угольных бункерах. Электричеством судно обеспечивало пародинамо. В движение судно приводилось двумя гребными колёсами, расположенными по бортам. Для управления и передачи информации использовался машинный телеграф и переговорные трубы. Внутренние системы и трубопроводы состояли из паропровода, трубопровода питательной воды, газоотводного трубопровода с дымовой трубой, пожарно-осушительной системы, систем водоснабжения, сточной, отопления, вентиляции машинного отделения и помещений в корпусе и надстройке. Рулевое устройство состояло из одного полубалансирного руля с секторной рулевой машиной. Якорная система состояла из двух носовых и одного кормового якоря Холла размещённых в клюзах. Механизм подъёма носовых якорей состоял из парового брашпиля, кормового — из шпиля. Буксирный механизм включал один поворотный буксирный гак и три арки. Швартовые устройства включали восемь кнехтов и четыре киповые планки, швартовка осуществлялась стальным тросом. На буксире были установлены фок-мачта и грот-мачта, а также носовой флагшток. В качестве сигнальных устройств применялись четыре топовых огня, два круговых, бортовые зелёный и красный и три кормовых огня. Для звуковой сигнализации использовался паровой свисток. На буксире имелась одна деревянная вёсельная шлюпка, вываливавшаяся за борт на поворотной шлюпбалке с приводом от ручных талей. Навигационные средства состояли из одного ручного лота. Противопожарные средства традиционные: багор, кошма, ящик с песком, пожарные лом, вёдра, топор.

## История
Буксирный пароход «И. Усыскин» был заложен в 1933 и спущен на воду в 1934 году. В январе этого года произошла трагедия стратостата «Осоавиахим-1» с экипажем в составе трёх человек — командира экипажа Павла Фёдоровича Федосеенко, бортинженера Андрея Богдановича Васенко и научного сотрудника Ильи Давыдовича Усыскина. Именно в честь молодого учёного-физика и был назван буксир, спущенный на воду со стапелей Зеленодольского судостроительного завода «Красный металлист». Судно входило в систему Наркомвода (с 9 апреля 1939 года — Народный комиссариат речного флота СССР), а оператором было Средне-Волжское речное пароходство.
«И. Усыскин» являлся головным в серии из семи пароходов-буксиров спущенных на воду в 1934—37 годах: «Громов» (с 26 июля по 6 ноября 1943 — «Усыскин»), «Руднев», «Киров», «Федосеенко», «Чапаев», «Щорс». Все суда серии участвовали в Сталинградской битве в качестве канонерских лодок, успешно прошли через бои и списаны в послевоенные годы по старости.

### Мобилизация
Одной из особенностей предвоенных мобилизационных планов было отсутствие мероприятий по мобилизации судов Волжского речного бассейна — географическое положение Волги считалось достаточно удалённым от предполагаемых театров военных действий. Это привело к отсутствию заранее подготовленной техдокументации, а сами суда при проектировании и строительстве не адаптировались под нужды мобилизации. Другим фактором, влиявшим на переделку судов по требованиям ВМФ, стало переключение судостроительных заводов на выпуск сухопутной военной продукции.
Общий ход военных действий в 1941 году потребовал значительного пересмотра предвоенных планов. 27 октября 1941 года принято решение о создании Волжской военной флотилии на базе Учебного отряда кораблей. Все семь буксирных пароходов типа «И. Усыскин» мобилизованы 16 июля 1941 года и реконструированы в канлодки с одновременным переподчинением Военно-морскому флоту. Одновременно имя парохода изменено на сокращённый вариант «Усыскин». На перестройку отводилось 20 суток, вся техдокументация ограничивалась тактико-техническим заданием объёмом в несколько страниц, а заводы, проводившие работы, на расстоянии 300 км друг от друга. Реконструкция буксира «И. Усыскин» в канлодку в Спасском затоне. В соответствии с приказом канонерская лодка должна была встать в строй 15 августа 1941 года, но из-за нехватки материалов и вооружения, и из-за слабой подготовки вновь формируемого экипажа, корабль был готов только в конце сентября.
Реконструкция предусматривала большое количество работ. На канонерку устанавливалось вооружение: два 100-мм орудия Б-24-БМ, два 45-мм орудия 21-К, три 7,62-мм пулемёта и дальномер. Для них требовалось изготовить подкрепления, обеспечивающие сохранность судовых конструкций при ведении огня. Во время реконструкции проявилась недостаточная продольная прочность буксира (при волнении корпус изгибался), что требовало обязательного укрепления корпуса. Для уменьшения работ носовое орудие разместили над поперечной переборкой. Кормовое орудие установили над вновь созданной переборкой, выгораживающей артиллерийский погреб.
Для хранения боеприпасов создавались артиллерийские погреба. Для этого использовали один из двух угольных бункеров. В нём установили стеллажи для боезапаса, системы орошения, осушения, вентиляции и освещения. Система осушения основывалась на отдельных паровых эжекторах. Электропроводка для освещения монтировалась в металлических трубах и подводилась к герметичным плафонам. Выключатели монтировались в тамбуре, где находилась лампа, сигнализирующая о включённом освещении. Переборки и подволок обшили гидроизоляцией, для которой вместо пробки использовали подручные материалы: фанеру, толь, кошму. Вместо деревянной палубы над погребом установили металлическую.

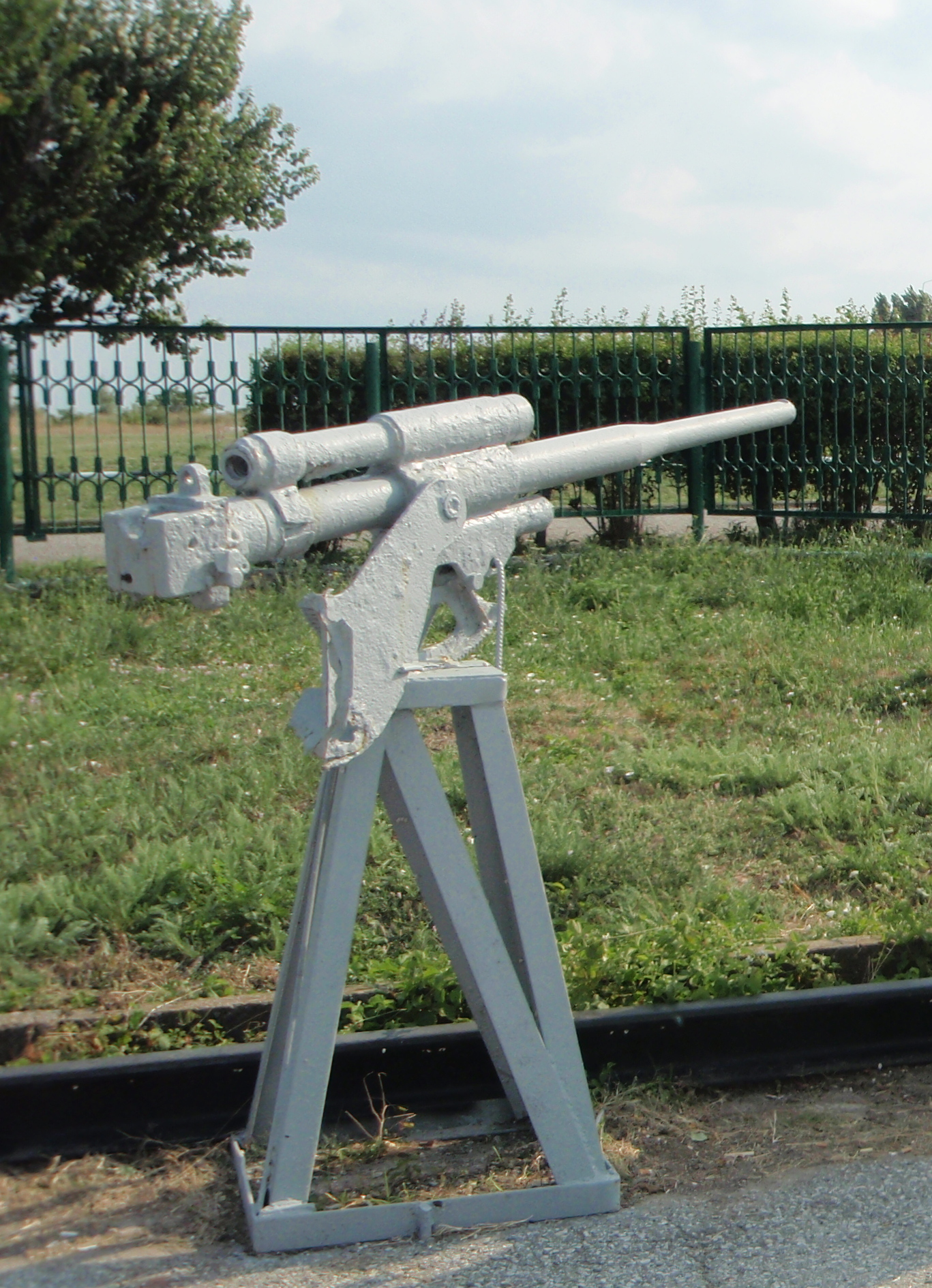
45-мм зенитное орудие 21-К, как и то, что было установлено на канлодке «Усыскин», но на подставке

Корпус был переоборудован для размещения жилых помещений для экипажа и они позволили размещать до 72 человек. Для этого каюты экипажа, которые располагались в корпусе, перепланировали в два кубрика, которые вмещали 28 и 38 человек. Кубрики оборудовали двухъярусными койками, рундуками и тумбочками, вешалками для верхней одежды и пирамидами для личного оружия. В межкоечных проходах установили столы для приёма пищи. Каюты капитана и механика перестроили в четыре, которые заняли командир, комиссар, командиры двух боевых частей (БЧ-2 — артиллерийская) и БЧ-5 (электромеханическая). Третью каюту отвели под кают-компанию, а четвёртую — под радиорубку. Камбуз, прачечную и гальюн не переделывали, а в умывальнике увеличили количество кранов с трёх до шести.
К орудиям, погребам и дальномеру провели переговорные трубы. Мачты оборудовали средствами подъёма сигнальных флагов, а для хранения самих флагов изготовили специальный ящик. На корабле смонтировали средства затемнения. Отсутствие подготовленной техдокументации требовало изготовления чертежей и схем по месту, что осложнялось нехваткой квалифицированного инженерного и рабочего персонала. Кроме этого, остро ощущался недостаток металла, в том числе броневого проката. Но в распоряжении судостроителей оказалась 8 мм броня, от которой из-за некондиционности отказались танкостроители, — этой бронёй, свыше техзадания, обшили рубку канонерской лодки.

### Участие в Сталинградской битве
Канонерская лодка «Усыскин» принимала участие в боевых действиях с 25 июля 1942 по 2 февраля 1943 года под командованием капитан-лейтенанта И. А. Кузнецова и военкома политрука А. П. Грищенко.
24 июля 1942 года по распоряжению Ставки Верховного Главнокомандования № 8/148 Волжская военная флотилия была подчинена командующему Сталинградским фронтом Н. В. Гордову. С 24 августа 1942 по 30 января 1943 года канонерка входила в Северную группу кораблей Волжской военной флотилии. Группу возглавлял капитан 3-го ранга С. П. Лысенко. Кроме «Усыскина» в составе группы были канонерская лодка «Чапаев», бронекатера № 14, 23, 34, 51 и 54, а также дивизион тральщиков. Районом базирования группы была река Ахтуба в районе от села Безродное до Средней Ахтубы. Канлодка «Усыскин» базировалась непосредственно у села Безродное. Радиус действия морских орудий Б-24-БМ составлял 22,2 км, что позволяло обстреливать войска противника даже с места стоянки. Основной боевой задачей канонерки была поддержка огнём группы полковника Горохова и с 10 ноября части 138-й стрелковой дивизии полковника И. И. Людникова. Дополнительной задачей было поддержание связи с 66-й армией, находившейся выше по Волге.
27 августа канлодка «Усыскин» (и однотипная «Чапаев») обстреливали врага: в этот день бойцы 32-го батальона морской пехоты Волжской военной флотилии перешли в наступление с задачей выбить противника из деревни Латошинка. Морские пехотинцы заняли южную окраину деревни, при этом понесли большие потери и к вечеру были вынуждены оставить занятую территорию. Для корректировки артогня в расположение 32-го батальона морской пехоты на наблюдательный пункт (НП) убыл начальник артиллерийской боевой части (БЧ-2) канлодки «Чапаев» лейтенант В. М. Загинайло, который оставался в расположении группы Горохова до конца Сталинградской битвы. За мужество, героизм и высокий результат корректировки артогня Василий Михайлович Загинайло награждён орденами Красного Знамени и Красной звезды.
Канонерка принимала активное участие в проведении 18—19 сентября неуспешного наступления частей группы Горохова на север с задачей соединиться с наступающими на юг частями 66-й армии. Под руководством флагманского артиллериста Северной группы кораблей Я. В. Небольсина разработал план совместного использования канлодок «Усыскин» и «Чапаев» и полевой артиллерией группы Горохова. При рекогносцировке участка планируемого наступления были распределены цели и отработана организация управления огнём. Гороховцы с боями прошли на север два километра, но поставленных целей не достигли. В эти дни особенно отличились старшины групп комендоров и радистов С. И. Дружинский и М. П. Аглодин, наводчик И. Н. Бут.
В качестве примера боевой работы можно привести 14 октября 1942 года. В 9:50 канлодка обстреляла скопление пехоты и техники противника западнее посёлка Рыно́к и, израсходовав 131 фугасный снаряд, подбила три танка, рассеяла и частично уничтожила до роты пехоты противника. В 10:50 мин Северная группа кораблей открыла огонь по району завода «Баррикады», где перешли в наступление до двух полков пехоты противника при поддержке танков. Общий расход боеприпасов составил 200 обычных и реактивных снарядов. В 12:55 мин канонерка снова открыла огонь по противнику в районе высоты 101,3 юго-западнее посёлка Рыно́к — десять танков противника при поддержке батальона пехоты изготовились для атаки. В 17:00 «Усыскин» снова открыл огонь по танкам и миномётам вермахта. Для уничтожения одного миномёта и подавления другого израсходовано 16 фугасных снарядов.

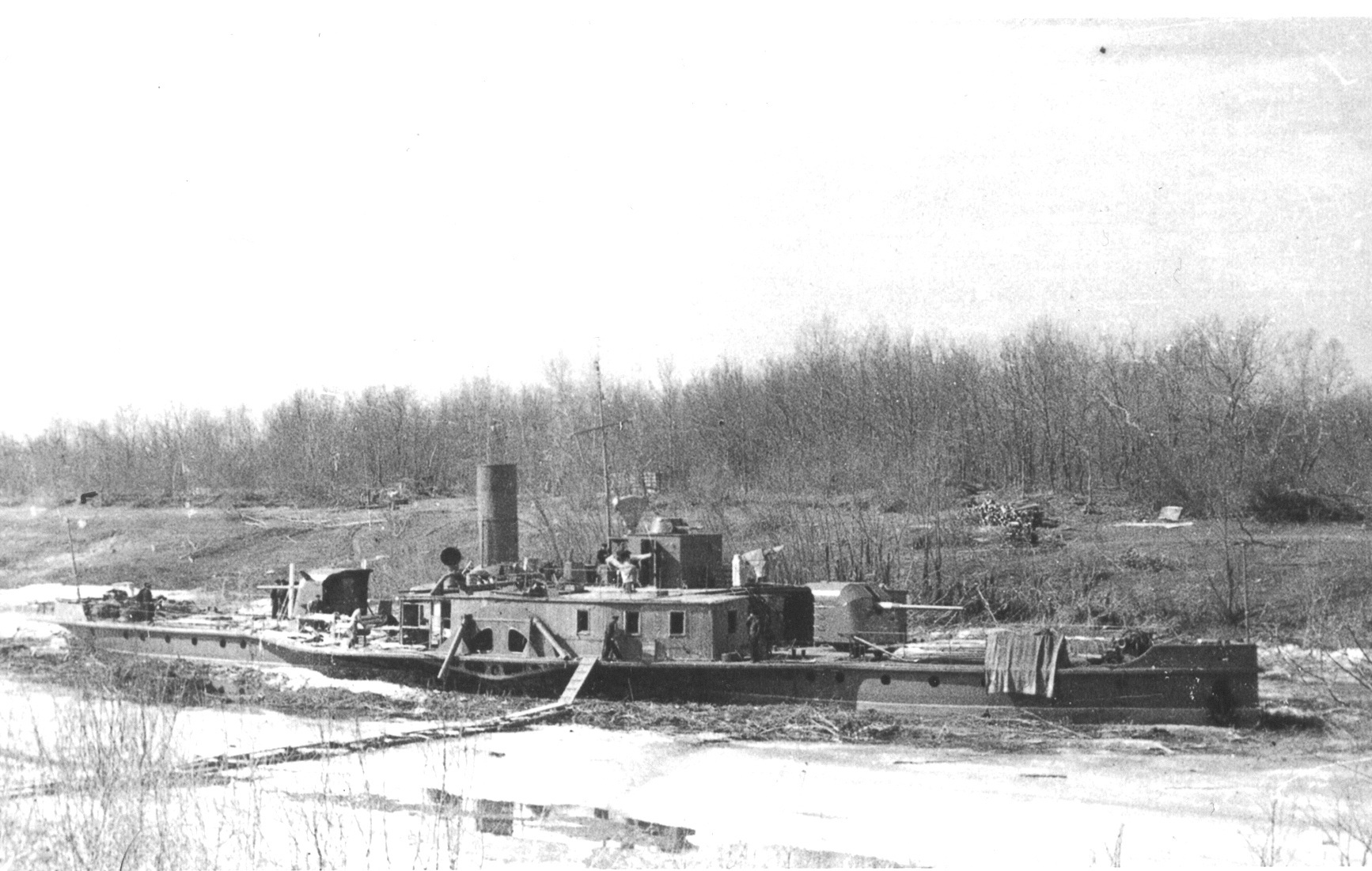
Канонерская лодка «Усыскин» на месте зимовки у села Безродное после окончания Сталинградской битвы

Общая интенсивность артиллерийских стрельб была высока: к 28 октября носовое орудие произвело 925 выстрелов, а кормовое — 1275.
В зиму с 1942 на 1943 год все артиллерийские суда Волжской военной флотилии, кроме канлодок «Усыскин» и «Чапаев», выведены на зимовку и ремонт в район Гурьева и Форт-Шевченко. Два оставшихся корабля вмёрзли в лёд и, замаскированные, продолжили боевые действия против противника.
Всего за время участия в Сталинградской битве канонерская лодка «Усысыкин» провела 212 стрельб, произведя главным калибром 4630 выстрелов. За это время огнём канлодки уничтожено более 650 вражеских солдат и офицеров, 19 танков, 51 автомобиль, 5 артиллерийских и 9 миномётных батарей, 4 отдельных орудия и 8 шестиствольных миномётов, на аэродромах сожжено 4 самолёта, разрушено более 40 узлов сопротивления, дзотов и блиндажей, 25 пулемётных точек, 5 складов с боеприпасами, горючим и другим имуществом.
Последние залпы канонерская лодка «Усыскин» произвела 30 января 1943 года.
27 февраля 1943 года канлодка награждена орденом Красного Знамени, став одним из двух кораблей, награждённых орденом за боевые успехи в Сталинградской битве.
После освобождения Волги от ледового покрова пароход принимал участие в буксировке караванов по реке. 4 мая 1943 года «Усыскин» подорвался на одной из мин, которые люфтваффе устанавливало для пресечения судоходства по Волге. Подрыв произошёл в районе Александровского переката и, благодаря самоотверженным действиям экипажа, корабль был спасён, хотя и получил серьёзные повреждения.
Повреждения были столь велики, что 26 июля канонерку разоружили и передали в Средне-Волжское речное пароходство, а 13 августа исключили из списков Военно-Морского флота. Одновременно с возвращением на гражданскую службу 26 июля буксиру вернули полное имя «И. Усыскин».

### После войны
В послевоенный период буксирный пароход продолжил мирный труд. 23 марта 1946 года буксир перешёл в подчинение министерства Речного флота СССР. 22 марта 1947 года Главный штаб ВМС и Министерства речного флота СССР приняли совместное решение отметить 23 судна особо отличившихся во время оборонительного периода Сталинградской битвы. Среди награждённых памятными мемориальными досками был пароход «И. Усыскин». С 6 июня 1956 года пароход работал в системе министерства Речного флота РСФСР. 12 мая 1961 года прославленное судно исключено из списка судов и передано в «Главвторчермет» для разделки на металл.

## Память

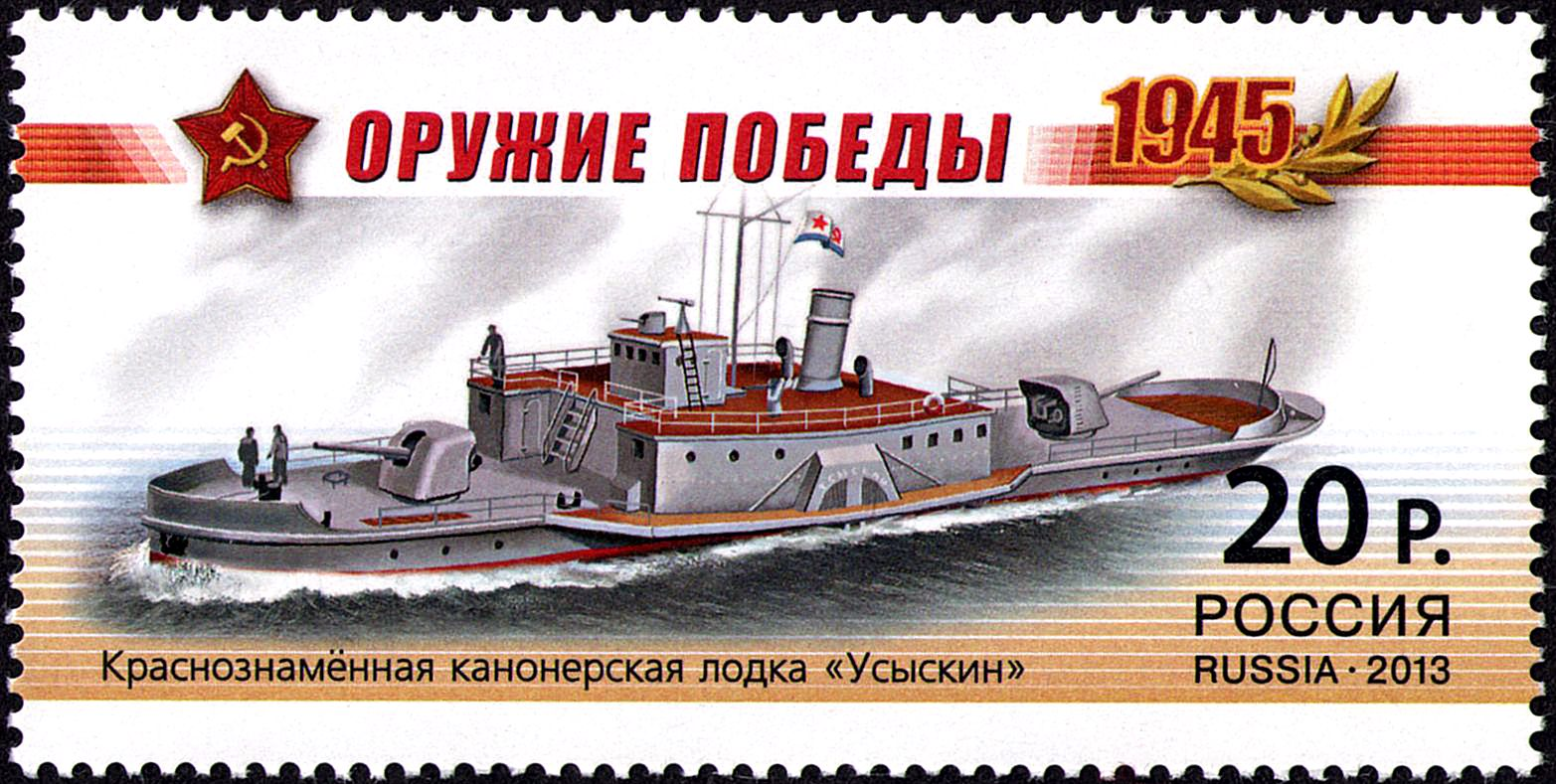
Марка посвящённая канлодке «Усыскин»

В 2013 году почта России в серии «Оружие Победы» выпустила почтовую марку, посвящённую краснознамённой канонерской лодке. 6 мая 2015 года представлен фильм «Ахтуба — река прифронтовая», посвящённый Северной группе кораблей Волжской военной флотилии, который рассказывал и о канонерской лодке «Усыскин».